# Abdelsalam Hamdy
Abdelsalam Hamdy (en arabe : عبدالسلام حمدي ; né en 1894 à Zamalek en Égypte et mort à une date inconnue) est un joueur de football international égyptien, qui évoluait au poste de défenseur.

## Biographie

### Carrière en sélection
Avec l'équipe d'Égypte, il joue 5 matchs (pour aucun but inscrit) entre 1920 et 1924.
Il figure notamment dans le groupe des sélectionnés lors des JO de 1920 et de 1924.